# Panax stipuleanatus
Panax stipuleanatus cũng còn được gọi với các tên sâm rừng, tam thất hoang, phan xiết (tiếng H'Mông), bình biên tam thất (Trung Quốc) là một loài thực vật có hoa trong Họ Cuồng. Loài này được H.T.Tsai & K.M.Feng mô tả khoa học đầu tiên năm 1975.

## Đặc điểm
Cây Sâm lá kèm phân bố ở vùng đông nam Vân Nam, Trung Quốc và ở Bắc Việt Nam. Tại Trung Quốc, cây được sử dụng trong y học cổ truyền làm thuốc bổ và để điều trị một số bệnh như tụ máu thâm tím, chảy máu và đau cơ. Cho tới nay, các nghiên cứu cho thấy oleanane triterpenoid là thành phần chủ yếu của cây P. stipuleanatus, và các stipuleanosides R1 và R2 được phân lập chủ yếu từ dịch chiết methanol của loài cây này